# Henry Brooke, Baron Brooke of Cumnor
Henry Brooke, Baron Brooke of Cumnor CH, PC (* 9. April 1903 in Oxford; † 29. März 1984 in Mildenhall, Wiltshire) war ein britischer Politiker der Conservative Party.

## Biografie
Der Sohn des Kinderbuchillustrators und -autors Leonard Leslie Brooke absolvierte nach dem Besuch des Marlborough College ein Studium am Balliol College der University of Oxford.
Seine politische Laufbahn begann er als Kandidat der Conservative Party 1938 mit der erstmaligen Wahl zum Abgeordneten in das House of Commons, in dem er bis 1945 den Wahlkreis Lewisham West vertrat. Im Anschluss war er zehn Jahre in der Kommunalpolitik tätig und von 1945 bis 1955 sowohl Mitglied des London County Council als auch des Hampstead Borough Council. 1950 wurde er erneut ins Unterhaus gewählt und vertrat nunmehr bis 1966 den Wahlkreis Hampstead. Seit 1955 gehörte er dem Privy Council an.
Nachdem er zwischen 1954 und 1957 Finanzsekretär im Schatzamt (Financial Secretary to the Treasury) war, wurde er 1957 als Minister für Wales in die Regierung von Premierminister Harold Macmillan berufen. Zeitgleich war er zwischen 1957 und 1961 Minister für Wohnungsbau und Lokalverwaltung. Nach einer Kabinettsumbildung wurde er 1961 Generalzahlmeister sowie Chefsekretär im Schatzamt.
Nach einer weiteren Umbildung der Regierung wurde Brooke 1962 Innenminister (Home Secretary) und bekleidete dieses Amt auch im Kabinett von Macmillans Nachfolger Alec Douglas-Home.
Nach seinem Ausscheiden aus dem Unterhaus wurde er am 20. Juli 1966 als Life Peer mit dem Titel Baron Brooke of Cumnor in den Adelsstand erhoben und gehörte damit bis zu seinem Tode infolge der Parkinson-Krankheit dem House of Lords an.
Brooke war seit 1933 mit Barbara Muriel Mathews verheiratet, mit der er zusammen er zwei Söhne und zwei Töchter hatte. Sie wurde 1966 als Barbara Brooke, Baroness Brooke of Ystradfellte in das britische Oberhaus aufgenommen, es war dann später das erste Ehepaar, das gemeinsam in einem britischen Parlament vertreten war. Brookes ältester Sohn ist Peter Brooke, Baron Brooke of Sutton Mandeville, der ebenfalls Mitglied des Unterhauses und mehrfach Minister war und als Life Peer ebenfalls dem Oberhaus angehörte.